# Bruno Magalhães (cầu thủ bóng đá)
Bruno António Monteiro Magalhães (sinh ngày 25 tháng 1 năm 1982 ở Barcelos) là một cầu thủ bóng đá người Bồ Đào Nha thi đấu cho SC Mirandela ở vị trí tiền vệ.